# القنب الهندي في بلغاريا

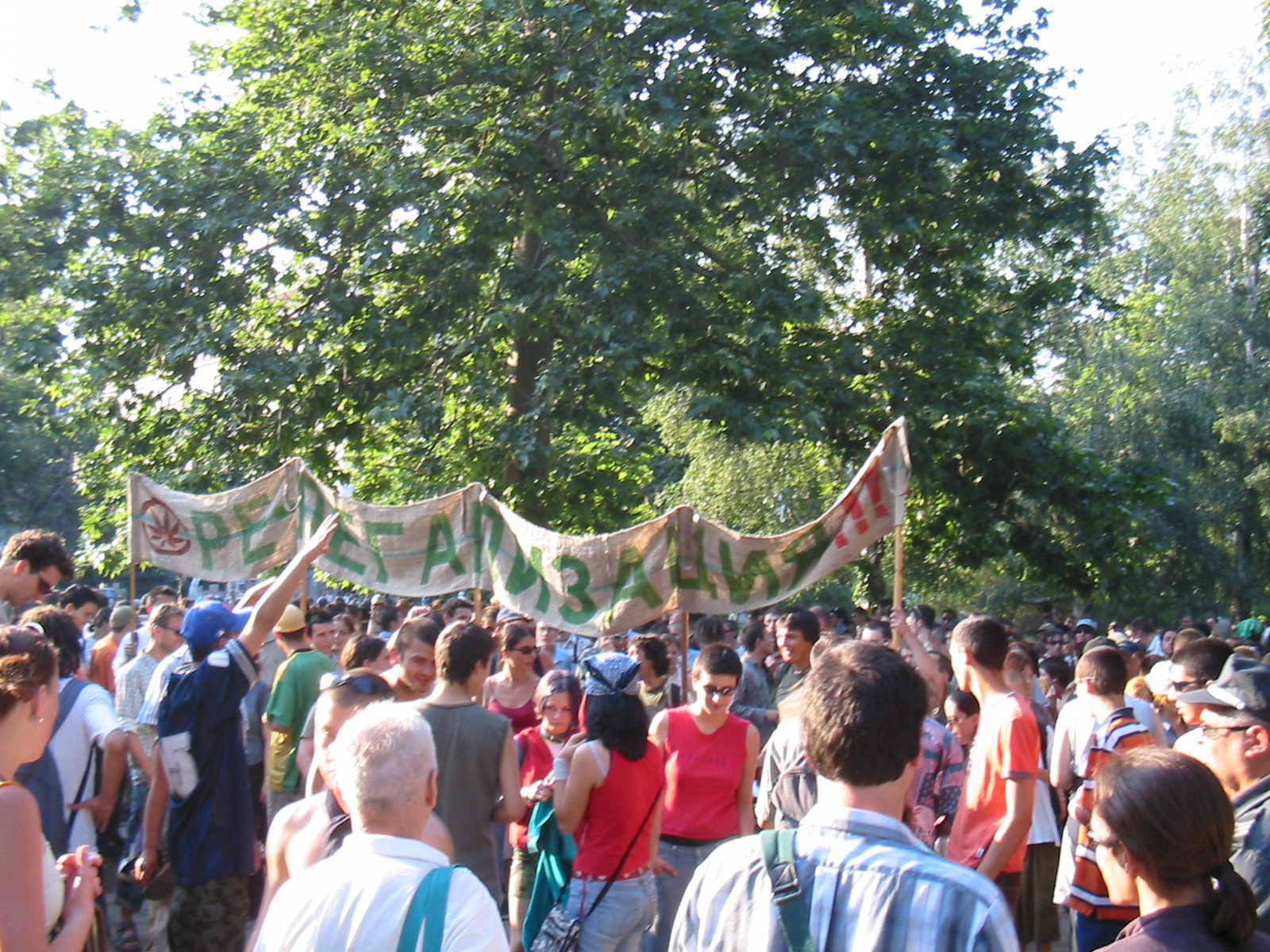
مظاهرة لحركة برومينا في صوفيا عام 2003

يُصنف القنب في بلغاريا على أنه عقار من الفئة أ (عالي الخطورة) ، إلى جانب الهيروين والكوكايين والأمفيتامينات والإكستاسي.

## الغرامة
حتى عام 2004, كانت هناك «جرعة شخصية» محددة بشكل فضفاض. منذ عام 2006, بعد التعديل الأخير لقانون العقوبات, كانت عقوبة الحيازة هي السجن من سنة إلى 6 سنوات وغرامة تتراوح بين 1000 و 5000 يورو. تمت مقاضاة العديد من الجناة ووضعوا فعليًا في السجن لحيازتهم مفصل واحد. بالنسبة للحيازة بهدف التوزيع (تجارة المخدرات) ، يمكن أن تتراوح العقوبة من 2 إلى 8 سنوات للمبالغ الصغيرة, إلى 3 إلى 12 سنة للمبالغ الكبيرة ، وتصل إلى 5 إلى 15 سنة عند إعدام جماعة إجرامية منظمة. في هذه الحالات, الحد الأقصى للغرامة التي يتم تحديدها مع مدة السجن هو 50000 يورو. النمو يعاقب عليه من 2 إلى 5 سنوات وغرامة تصل إلى 5000 يورو. يمكن لمنظم مجموعة المزارعين أن يحصل على عقوبة بالسجن من 10 إلى 20 عامًا ويجب أن يدفع غرامة تصل إلى 100000 يورو ، وسجن المشارك من 3 إلى 10 سنوات وغرامة من 2500 إلى 5000 يورو.